# Jolande Sap

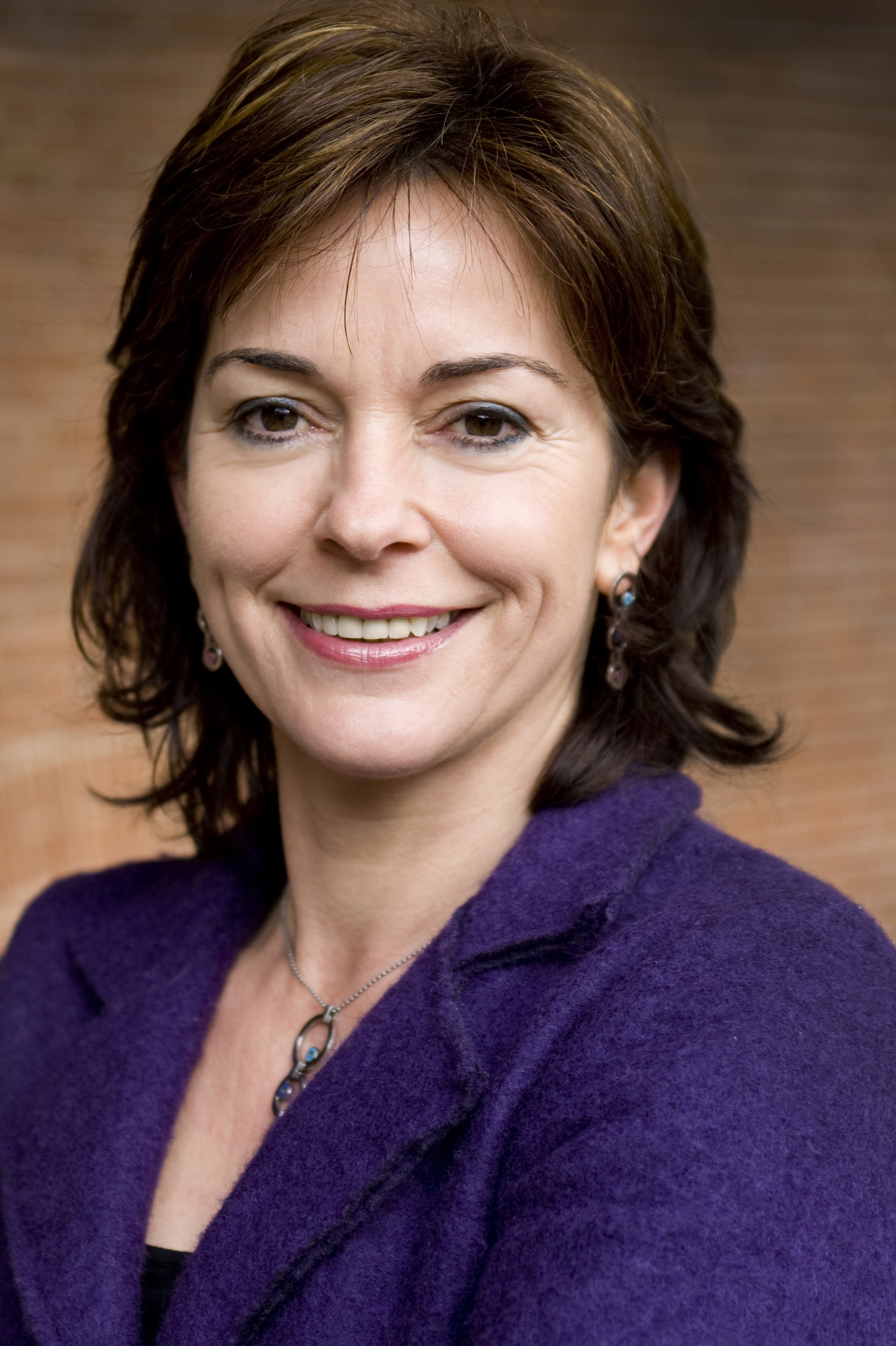
Jolande Sap (2010)

Johanna Catharina Maria (Jolande) Sap (* 22. Mai 1963 in Venlo) ist eine ehemalige niederländische Politikerin der Partei GroenLinks. 
Die gelernte Ökonomin arbeitete an der Universität von Amsterdam und später im Ministerium für Soziales. Von 2003 bis 2008 war sie Direktorin des Consultingbüros LEEFtijd.
Seit 1993 war Sap aktiv in GroenLinks. 2006 und 2010 gehörte sie zur Wahlprogrammkommission ihrer Partei. Seit dem 2. September 2008 war sie Mitglied der Zweiten Kammer als Finanzexpertin. Am 16. Dezember 2010 wurde sie zur Fraktionsvorsitzenden gewählt, nachdem sich ihre Vorgängerin Femke Halsema aus der Politik zurückgezogen hatte. Sie führte ihre Partei als Spitzenkandidatin in die vorgezogenen Parlamentswahlen vom 12. September 2012, wo diese mit nur noch vier Sitzen ihr bislang schlechtestes Ergebnis erzielte. Am 5. Oktober 2012 legte sie den Fraktionsvorsitz und ihr Abgeordnetenmandat nieder, nachdem ihr die Parteiführung das Vertrauen entzogen hatte.
Jolande Sap lebt in Amsterdam und hat zwei Kinder.

## Belege
1. 1 2 3  Seite bei GroenLinks (Memento vom 20. Dezember 2010 im Internet Archive), Abruf am 17. Dezember 2010.
2. ↑  nu.nl: Uitslag Verkiezing 2012
3. ↑  nrc.nl: Jolande Sap legt fractievoorzitterschap neer, Abruf am 5. Oktober 2012.

| Personendaten    | Personendaten                                     |
| ---------------- | ------------------------------------------------- |
| NAME             | Sap, Jolande                                      |
| ALTERNATIVNAMEN  | Sap, Johanna Catharina Maria (vollständiger Name) |
| KURZBESCHREIBUNG | niederländische Ökonom und Politikerin            |
| GEBURTSDATUM     | 22. Mai 1963                                      |
| GEBURTSORT       | Venlo                                             |